# Johannes Wertenbruch
Johannes Wertenbruch (* 1960 in Eitorf (Sieg)) ist Professor für Bürgerliches Recht, Handels- und Wirtschaftsrecht an der Philipps-Universität Marburg sowie Direktor des dortigen Instituts für Handels-, Wirtschafts- und Arbeitsrechts.

## Leben
Johannes Wertenbruch wurde 1960 in Eitorf (Sieg) geboren. Nach Abitur und Wehrdienst studierte er von 1980 bis 1986 Rechtswissenschaften an den Universitäten Mainz und Bonn. Ab 1983 war er studentische Hilfskraft bei Walter Gerhardt am Institut für Zivilprozessrecht der Universität Bonn.
Nach dem Ersten juristischen Staatsexamen promovierte Johannes Wertenbruch – gefördert von der Konrad-Adenauer-Stiftung – 1990 mit der Arbeit Die Rechtsfolgen der Doppelkontrolle von Gemeinschaftsunternehmen nach dem GWB in Bonn (Betreuer und Erstgutachter: Ulrich Huber; Zweitgutachter: Wolfgang Kartte, damals Präsident des Bundeskartellamts). Nach dem Referendariat war Johannes Wertenbruch von 1993 bis 1999 Wissenschaftlicher Assistent bei Ulrich Huber am Institut für Handels- und Wirtschaftsrecht der Universität Bonn, wo er sich 1999 mit der Arbeit Die Haftung von Gesellschaften und Gesellschaftsanteilen in der Zwangsvollstreckung habilitierte (Betreuer und Erstgutachter: Ulrich Huber; Zweitgutachter: Walter Gerhardt). Nach einer Lehrstuhlvertretung an der Universität zu Köln wurde er 2001 auf den Lehrstuhl für Bürgerliches Recht, Handels- und Wirtschaftsrecht an der Philipps-Universität Marburg berufen. Heute ist er zugleich Direktor des Instituts für Handels-, Wirtschafts- und Arbeitsrecht.

## Herausgeber
Seit 2008 ist Johannes Wertenbruch zusammen mit Harm Peter Westermann Mitherausgeber des Handbuchs der Personengesellschaften im Verlag Otto Schmidt. 2018 wurde Johannes Wertenbruch in die vom Bundesministerium der Justiz und für Verbraucherschutz eingesetzte Kommission zur Modernisierung des Personengesellschaftsrechts berufen. Diese legte im April 2020 den sog. Mauracher Entwurf vor, der die Grundlage für die umfassende Reformierung des deutschen Personengesellschaftsrechts durch das am 1. Januar 2024 in Kraft tretende Gesetz zur Modernisierung des Personengesellschaftsrechts (MoPeG) bildet. Seit 1. August 2018 ist Johannes Wertenbruch Mitherausgeber der GmbHRundschau (GmbHR) und seit 1. Januar 2023 Mitherausgeber der Zeitschrift für das Recht der Personengesellschaften und Einzelunternehmen (ZPG).

## Forschung und Lehre
Bei seinen Forschungen konzentriert sich Johannes Wertenbruch vor allem auf das Kaufrecht, das Gesellschaftsrecht, das Kartellrecht und das Sportrecht.

## Werke
- Die Rechtsfolgen der Doppelkontrolle von Gemeinschaftsunternehmen nach dem GWB, Köln; Berlin; Bonn; München: Heymann, 1990
- Die Haftung von Gesellschaften und Gesellschaftsanteilen in der Zwangsvollstreckung, Köln: O. Schmidt, 2000
- BGB, Allgemeiner Teil [mit vielen Fällen, Beispielen und Übersichten], München: Beck, 5. Auflage 2021
- Handbuch der Personengesellschaft, 3 Bände/Loseblatt, Verlag Dr. Otto Schmidt (mit Harm Peter Westermann).